# Хаблемитоглу, Наджип
Неджип Хаблемитоглу (тур. Necip Hablemitoğlu; 28 ноября 1954, Анкара — 18 декабря 2002, Анкара) — турецкий учёный, историк. Он был убит перед своим домом в 2002 году. Виновные в этом убийстве до сих пор не найдены.

## Биография
В 1977 году Хаблемитоглу окончил школу прессы и журналистики при факультете политологии Анкарского университета. С 1977 по 1978 год он издавал ежемесячный журнал под названием Dilde, Fikirde, İşde Birlik (рус. Единство в языке, идее и работе). Некоторое время он работал консультантом по печати в ряде организаций, затем он получил степень магистра и защитил докторскую диссертацию по истории реформ Ататюрка в Анкарском университете.
Он был женат на профессоре докторе Ченгюль Хаблемитоглу, у них было две дочери Канидже и Уйвар, названные в честь самых отдалённых крепостей Османской империи на западе и на севере.

## Научная деятельность
Хаблемитоглу читал лекции про Ататюрка в Анкарском университете.

### Исследования крымских татар
Его первой опубликованной работой была серия статей под названием «Yuzbinlerin Surgunu» (рус. Депортация сотен тысяч), которая вышла в турецкой ежедневной газете Akşam в 1970-х годах. Позже эти статьи были изданы в виде книги с тем же названием. Учитывая молчание всего мира, включая тюркский мир, на счёт депортации крымских татар властями СССР во время Второй мировой войны, статьи Хаблемитоглу, написанные в эпоху «холодной войны», были смелой попыткой привлечь внимание всего мира к этому политическому вопросу. Он продолжал работать над крымскотатарской и другими тюркскими проблемами, в начале 1970-х годов издавал журнал Birlik.
Позже он издал труд «Arlık Rusyası'nda Türk Kongreleri (1905—1917)» (рус. Тюркские конгрессы в царской России (1915–1917)), посвящённый истории тюркских народов России, которой он глубоко интересовался. Со своей женой Ченгюль Хаблемитоглу, он написал в соавторстве книгу на тему истории крымских татар, «Şefika Gaspirali ve Rusya’da Turk Kadin Hareketleri (1893—1920)» (рус. Шефика Гаспиринская и движение тюркских женщин в России (1893–1920)). Доктор Неджип Хаблемитоглу также написал множество статей на тему Крыма и крымских татар, в основном опубликованных в крымскотатарском журнале Kırım, который выходит два раза в месяц в Анкаре, Турция.

### Исследования немецких НПО в Турции
В книге «Alman Vakıfları ve Bergama Dosyası» (рус. Немецкие фонды и файл Бергамы) он обвинил в шпионаже немецкие неправительственные организации, работавшие в Турции. В суде обвинения были признаны необоснованными, в результате чего суд оштрафовал издателя на 50 миллиардов лир (позже штраф был сокращён до 1 миллиарда после того, как обвинение заявило, что их жалоба не была денежной). Проблема Бергамы касалась золотодобывающей промышленности. Утверждалось, что Турция ежегодно импортировала из Германии золота на 800 миллионов долларов, и открытие золотого рудника в Бергаме представляло угрозу, которую необходимо было остановить. Таким образом, для достижения этой цели офисы различных немецких НПО в Турции, как утверждается, организовывали местных сельских жителей и финансировали протестные движения против рудника в этом районе.

### Движение Гюлена
Его книга «Köstebek» или «Шпион», опубликованная посмертно, разоблачила движение Ф. Гюлена. В этой книге Хаблемитоглу заявил о незаконной группировке движения Гюлена в турецкой полиции. В июне 1999 года он выступил на телепрограмме, где рассказал о гюленистской организации. В этой программе он подробно описал структуру и внутреннюю работу движения Гюлена и его связи с иностранными спецслужбами. После этой телепередачи ему угрожали расправой неизвестные.

## Убийство

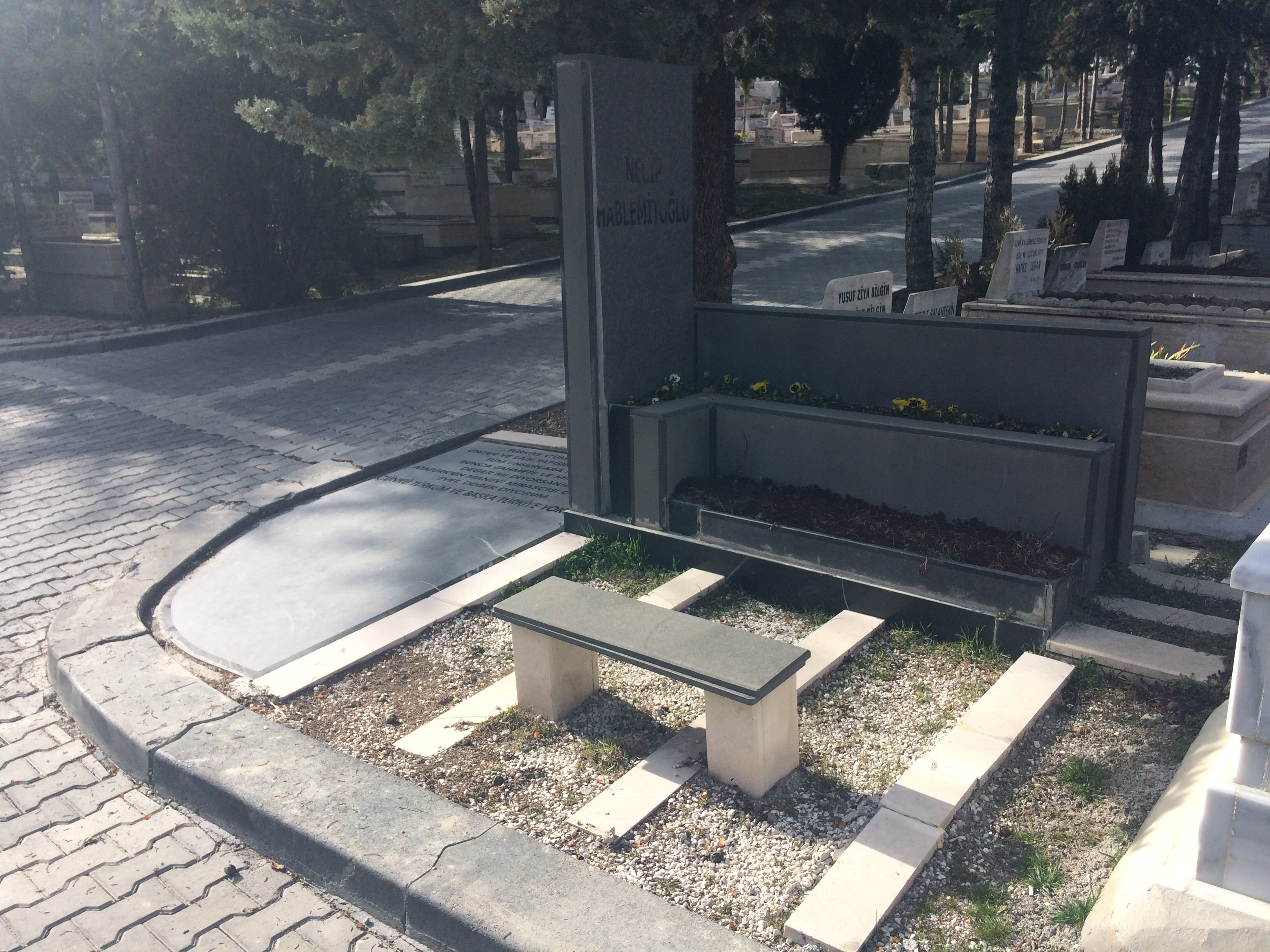
Могила Хаблемитоглу

Дело об убийстве не раскрыто. Согласно одной из версий, он был убит в ходе операции под фальшивым флагом генерала жандармерии Вели Кучука (суд над ним проходил по делу Эргенекона), вину за которую возложили на исламистов. Задержанный по делу Эргенекона Осман Йылдырым в своих показаниях утверждал, что Осман Гюрбюз убил Хаблемитоглу по указу задержанных Вели Кучука и Музаффера Текина.
Согласно другой теории, Хаблемитоглу был убит Эргенеконом в сотрудничестве с немецкими НПО, при этом за подготовку отвечала немецкая секретная служба GSG 9 (мотив, связанный с проблемой Бергамы). Бедреттин Далан, беженец и первый подозреваемый по делу Эргенекона, якобы имеет поддельный паспорт, выданный Федеральной разведывательной службой Германии.
В последние годы жизни Хаблемитоглу сосредоточился на разоблачении движения Гюлена. В своей книге под названием «Köstebek» он писал, что это движение было террористической организацией, которая создала другую организацию, альтернативную действующему правительству. Его убили за пять дней до публикации книги. В последней части введения к своей книге он написал:

Я призываю всех националистов действовать сообща против фетхуллахистской опасности, пока не стало слишком поздно, я призываю вас сформировать общественное мнение для очищения спецслужб от фетхуллахистских отрядов…

Хаблемитоглу, вероятно, знал, что может стать жертвой заговорщиков, поскольку его дочери спрашивали его, что делать в случае нападения.
В день нападения он вышел из дому за продуктами. Согласно записям с камер наблюдения и чекам, он вышел из магазина в 20:05 по местному времени. Через несколько минут он был убит, когда возвращался домой.
Хаблемитоглу был похоронен 21 декабря 2002 года на кладбище Каршияка в Анкаре.

## Труды
- Gaspıralı İsmail, 2006, Birharf Yayınları, ISBN 975-9198-70-3
- Milli Mücadele’de Yesil Ordu Cemiyeti, 2006, Birharf Yayınları, ISBN 975-9198-24-X
- Çarlık Rusyası'nda Türk Kongreleri (1905—1917) 2005, Toplumsal Dönüşüm Yayınları, ISBN 975-6448-83-0
- Sovyet Rusya’da Devlet Terörü, 2004, Toplumsal Dönüşüm Yayınları, ISBN 975-6448-81-4
- Terör'ün ve Batının Kıskacındaki Ülke: Türkiye, 2003, ISBN 9756441245
- Köstebek, 2003, Birharf Yayınları, ISBN 975-6774-94-0
- Kırım’da Türk Soykırımı, 2002, Iq Kültür Sanat Yayıncılık, ISBN 975-6618-44-2
- Alman Vakıfları ve Bergama Dosyası, 2001, Pozitif Yayıncılık, ISBN 975-9198-45-2
- Şefika Gaspıralı ve Rusya’da Türk Kadın Hareketi (1893—1920), Toplumsal Dönüşüm Yayınları, ISBN 975-6448-80-6
- Yüzbinlerin Sürgünü, 1997, Toplumsal Dönüşüm Yayınları, ISBN 975-6448-78-4